# Augustin Bernaer
Augustin Bernaer, detto Auguste (Molenbeek-Saint-Jean, 8 maggio 1926 – ...), è stato un cestista belga.

## Carriera
Ha disputato quattro partite ai Giochi della XIV Olimpiade, segnando 16 punti. Ha inoltre disputato il Campionato europeo 1946, segnando 17 punti in 3 partite.